# Aleksandr Własow (łyżwiarz figurowy)
Aleksandr Michajłowicz Własow, ros. Александр Михайлович Власов  (ur. 25 lutego 1956 w Leningradzie) – radziecki łyżwiarz figurowy startujący w parach sportowych z Iriną Worobjową, a następnie z Żanną Iliną. Uczestnik igrzysk olimpijskich (1976), wicemistrz świata (1977), wicemistrz Europy (1977) oraz mistrz Związku Radzieckiego (1976).
Po zakończeniu kariery został trenerem łyżwiarstwa wraz z żoną Laurą Ameliną. W 1994 roku przenieśli się z Rosji do Stanów Zjednoczonych. Mają córkę Julię (ur. 1990), która reprezentowała Stany Zjednoczone w parach sportowych. Własow wraz z żoną trenowali córkę i jej partnera, ich uczniowie w 2006 roku zostali mistrzami świata juniorów.

## Osiągnięcia

### Z Iriną Worobjową
| Zawody                           | 71–72          | 72–73          | 73–74          | 74–75          | 75–76          | 76–77          |                |                |                |                |                |                |                |                |                |                |                |
| Międzynarodowe                   | Międzynarodowe | Międzynarodowe | Międzynarodowe | Międzynarodowe | Międzynarodowe | Międzynarodowe | Międzynarodowe | Międzynarodowe | Międzynarodowe | Międzynarodowe | Międzynarodowe | Międzynarodowe | Międzynarodowe | Międzynarodowe | Międzynarodowe | Międzynarodowe | Międzynarodowe |
| -------------------------------- | -------------- | -------------- | -------------- | -------------- | -------------- | -------------- | -------------- | -------------- | -------------- | -------------- | -------------- | -------------- | -------------- | -------------- | -------------- | -------------- | -------------- |
| Igrzyska olimpijskie             |                |                |                |                | 4              |                |                |                |                |                |                |                |                |                |                |                |                |
| Mistrzostwa świata               |                |                | 6              | 4              | 3              | 2              |                |                |                |                |                |                |                |                |                |                |                |
| Mistrzostwa Europy               |                |                |                |                | 3              | 2              |                |                |                |                |                |                |                |                |                |                |                |
| Prize of Moscow News             |                | 1              |                |                | 2              |                |                |                |                |                |                |                |                |                |                |                |                |
| Krajowe                          |                |                |                |                |                |                |                |                |                |                |                |                |                |                |                |                |                |
| Mistrzostwa Związku Radzieckiego | 2              |                | 3              |                | 1              | 2              |                |                |                |                |                |                |                |                |                |                |                |

### Z Żanną Iliną
| Prize of Moscow News | 3 |
| Nebelhorn Trophy     | 2 |

## Nagrody i odznaczenia
- Mistrz sportu ZSRR klasy międzynarodowej[1]